# Toshl
토시 (Toshl)는 일본의 가수이다. 일본의 록 밴드 엑스 재팬의 보컬로, 본명은 데야마 토시미츠(出山利三). 1965년 10월 10일 일본 지바현 다테야마시에서 태어났다. 그의 본명의 토시미츠에서 삼(三)자가 셋째라는 것을 의미한다.

## 생애
18살이던 1982년에 5살 때부터의 친구인 요시키와 함께 엑스(후의 엑스 재팬)를 결성했다. 처음엔 엑스 재팬에서 기타리스트를 맡았으나 보컬이 탈퇴하는 바람에 보컬을 맡게 되었다.
사이비 종교 Home Of Heart의 세뇌로 인해 1997년 THE LAST LIVE~최후의 밤~을 마지막으로 엑스 재팬을 탈퇴하였다.
엑스 재팬의 음악은 악의 음악, 많은 젊은이들을 타락 시켰다는 세뇌로 인해 1999년, 앨범 <사랑의 시를 노래하고 싶다>를 발매. 힐링, 마음의 위안을 테마로 활동을 시작한다.
같은해 전국을 돌아 다니며, 전국의 콘서트 홀이나 학교, 또 지역의 각종 이벤트 출연 등, 2500회 이상 콘서트에 출연한다.
2001년부터는 지역의 노인, 장애인, 아동등의 각종 복지 시설이나 호스피스, 소년원, 교도소등 그 전국 8,000개를 넘는 장소를 방문해 공연을 하였다.
2007년 봄, 8년간 계속 전국을 도는 일에 종지부를 찍어, 지금까지는 하지 않았던 힐링 아티스트로서의 메이저 활동을 개시한다.
2007년 10월 22일, 엑스 재팬의 재결성을 발표.
2008년 3월 도쿄 돔에서 엑스 재팬의 부활 콘서트 〈공격 재개 2008 I.V. ~파멸을 향하여~〉에 참가하였다.
2018년 11월 일본의 명곡을 커버한 솔로 앨범 IM A SIGNER를 발매하였다.

## 출연 작품
- 위 아 엑스

## 같이 보기
- 엑스 재팬
- 요시키
- 히데
- 파타
- 히스
- 타이지